# Ahmad Caver
Ahmad Caver (Atlanta, Georgia, 25 de septiembre de 1995) es un jugador de baloncesto estadounidense que pertenece a la plantilla del Nanterre 92 de la LNB Pro A. Con 1,88 metros de estatura, juega en la posición de base.

## Trayectoria deportiva

### Universidad
Jugó cuatro temporadas con los Monarchs de la Universidad Old Dominion, en las que promedió 11,3 puntos, 3,2 rebotes, 4,5 asistencias y 1,4 robos de balón por partido. En 2017 fue incluido en el tercer mejor quinteto de la Conference USA, mientras que en los dos años siguientes lo fue en el primero, además de aparecer en el mejor quinteto defensivo en 2018.

### Profesional
Tras no ser elegido en el Draft de la NBA de 2019, firmó un contrato el 15 de octubre con Memphis Grizzlies para disputar la pretemporada, pero al día siguiente fue asignado a su filial en la G League, los Memphis Hustle.
El 10 de diciembre de 2020, le hacen hueco en la primera plantilla de los Grizzlies, pero no llegó a debutar, regresando a los Hustle.
El 31 de diciembre de 2021, Caver firmó un contrato de 10 días con los Indiana Pacers. El 10 de enero de 2022, Memphis Hustle lo readquirió tras su paso por la NBA.
Caver disputó la Liga de Verano de 2022 con los Phoenix Suns. El 6 de agosto fichó para los BC Wolves de la liga de baloncesto de Lituania.
El 1 de noviembre de 2023 fichó por el JDA Dijon Basket de la LNB Pro A.
El 13 de septiembre de 2024 fichó por el Nanterre 92 de la LNB Pro A francesa.

## Estadísticas de su carrera en la NBA

### Temporada regular
| Año     | Equipo  | PJ | PT | MPP | %TC   | %3P | %TL | RPP | APP | ROB | TPP | PPP |
| ------- | ------- | -- | -- | --- | ----- | --- | --- | --- | --- | --- | --- | --- |
| 2021-22 | Indiana | 1  | 0  | 1.0 | 1.000 | —   | —   | .0  | .0  | .0  | .0  | 2.0 |
| Total   | Total   | 1  | 0  | 1.0 | 1.000 | —   | —   | .0  | .0  | .0  | .0  | 2.0 |